# Ямакадзе (1937)

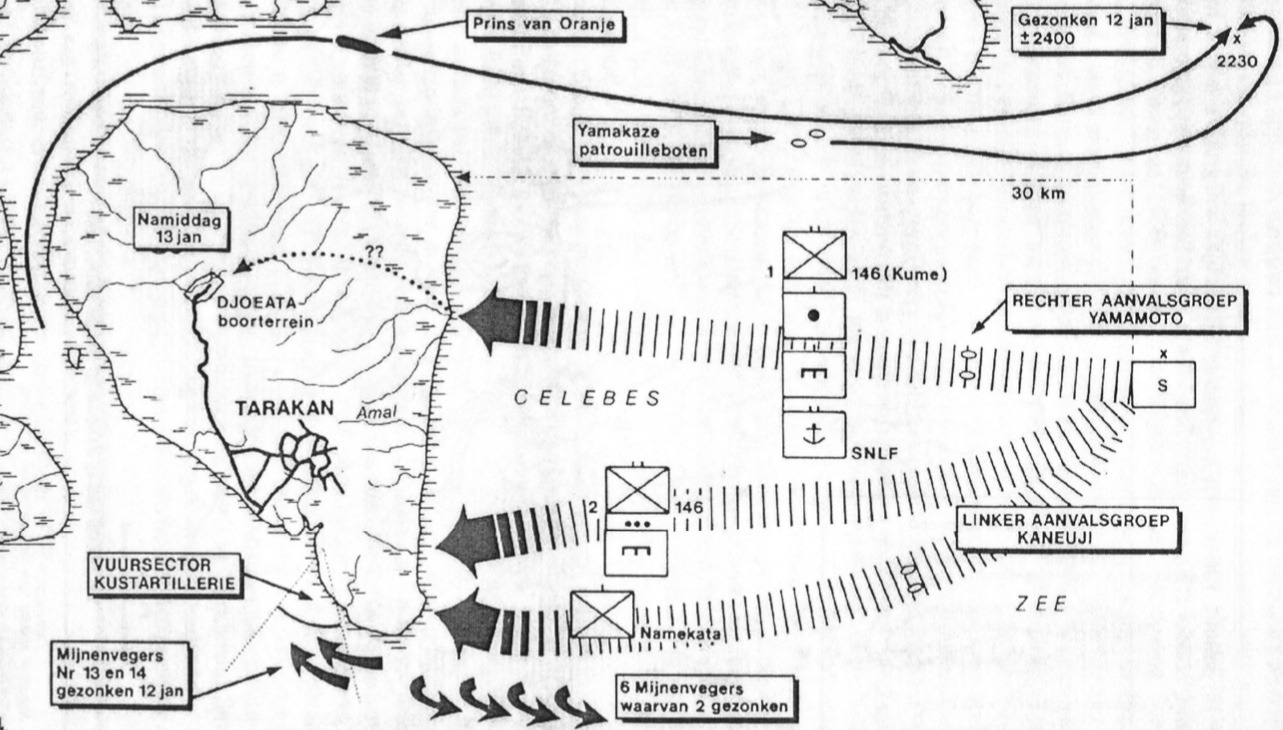
Схема бою з HNLMS Prins van Oranje

«Ямакадзе» (яп. 山風, ромадзі Yamakaze) — ескадрений міноносець Імперського флоту Японії, який взяв участь у Другій Світовій війні.
Корабель, який став  восьмим серед есмінців типу «Сірацую», спорудили у 1937 році на верфі Uraga Dock в Уразі.
На момент вступу Японії у Другу світову війну «Ямакадзе» належав до 24 дивізії ескадрених міноносців. 1 грудня 1941 року дивізія прибула з Японії до Палау (важлива база на заході Каролінських островів), а 6 грудня її есмінці вийшли з Палау в межах підготовки до операції з висадки допоміжних десантів на Філіппінах, які мали передувати вторгненню головних сил до затоки Лінгаєн на заході острова Лусон. Вранці 8 грудня 1941 року з Палау вирушив транспортний загін, який під прикриттям бойових кораблів прослідував до південно-східного завершення Лусону та 12 грудня безперешкодно десантував війська у Легаспі.
Після цього «Ямакадзе» разом з іншими есмінцями 24-ї дивізії попрямували для охорони ще одного конвою з десантом, який 17 грудня вийшов із порту Конія на острові Амаміосіма (північна група островів Рюкю) та 24 грудня без особливого спротиву провів висадку у затоці Ламон-Бей на східному узбережжі Лусону.
На початку січня 1942 року 24-та дивізія була задіяна для прикриття десанту у Нідерландській Ост-Індії на острів Таракан (центр нафтовидобувної промисловості біля південно-східного завершення острова Борнео). 6 січня транспорти з військами вийшли із порту Давао на південному узбережжі філіппінського острова Мінданао (був захоплений японцями ще 20 грудня), а в ніч на 11 січня розпочалась висадка на Таракані. «Ямакадзе» патрулював північніше від району висадки, коли наприкінці 11 січня з-за Таракану вийшов нідерландський мінний загороджувач HNLMS Prins van Oranje та спробував втекти під прикриттям ночі та поганої погоди. «Ямакадзе» наздогнав вороже судно та разом із патрульним кораблем № 38 потопив його артилерійським вогнем.
19—26 січня 1942 року «Ямакадзе» разом зі ще одним есмінцем 24-ї дивізії «Судзукадзе» залучали для охорони важкого крейсера «Асігара», який був флагманським кораблем командувача Третім флотом та базувався на Давао. Саме в цей час провели операцію по оволодінню Кендарі на південно-східному півострові острова Целебес (Сулавесі), втім, «Асігара» не полишав затоки Давао.
27 січня 1942 року «Ямакадзе» та «Судзукадзе» вирушили до затоки Старінг-Бей поблизу Кендарі, яка стала передовою базою для ряду подальших десантних операцій. 4 лютого 1942 року під час патрулювання на вході до Старінг-Бей «Судзукадзе» був торпедований американським підводним човном, при цьому «Ямакадзе» взяв участь в операції із його порятунку (пошкоджений корабель вдалось привести у Старінг-Бей і надалі відремонтувати).
11 лютого 1942-го «Ямакадзе» перебував поблизу західного узбережжя острова Хальмахера (за вісім сотень кілометрів на північний схід від Старінг-Бей). Тут він виявив підводний човен, який знаходився на поверхні, та відкрив вогонь із артилерії головного калібру. Човен почав тонути, а з есмінця чули голоси людей, які опинились у воді (проте не здійснили якихось спроб підібрати їх). Ймовірно, саме ця атака призвела до загибелі американського підводного човна USS Shark.
Надалі «Ямакадзе» продовжив виконувати функцію супроводу «Асігари», який 13 — 14 лютого 1942-го перейшов з Давао до Голо (на однойменному острові у філіппінському архіпелазі Сулу). 17 лютого ці кораблі рушили далі на південь та 18 числа прибули до Балікпапану. У перші години 20 лютого вони екстрено вийшли в море для допомоги загону, що повертався після прикриття висадки на Балі та був атакований ворожими есмінцями, проте не змогли наздогнати ворожі кораблі. Далі «Асігара» та його охорона попрямували до Старінг-Бей.
Первісно планувалось, що «Ямакадзе» продовжить охороняти «Асігару» під час наступної операції з висадки на сході Яви, проте у підсумку він опинився у складі ескорту крейсерів «Наті» та «Хагуро». 25 лютого останні (а також 2 легкі крейсери і 16 есмінців) вийшли в море, а 27 лютого це з'єднання виграло битву в Яванському морі, що дозволило десанту безперешкодно висадитись 1 березня у Крагані. Того ж 1 березня «Ямакадзе» взяв участь у Другій битві в Яванському морі.
У першій половині березня 1942 року «Ямакадзе» прибув до Старінг-Бей, після чого 8—14 березня разом з двома іншими есмінцями дивізії ескортував конвой до Сінгапуру. 5 квітня ці есмінці були вже у затоці Лінгайєн, після чого їх залучили до окупації островів Панай та Негрос (центральна частина Філіппінського архіпелагу). 28 квітня — 1 травня всі вони перейшли з Панаю до Сасебо для короткочасного докового ремонту.
Менше ніж через місяць «Умікадзе» взяв участь в операції, яка мала за мету захоплення атолу Мідвей та створення баз Алеутських островах. Есмінець належав до загону адмірала Такасу, що здійснював прикриття операції на Алеутах та повернувся до Японії 14 червня 1942 року.
25 червня 1942-го «Ямакадзе» здійснював одиночний перехід з військово-морської бази Омінато (північне завершення острова Хонсю) до Внутрішнього Японського моря. Коли «Ямакадзе» перебував в районі за сотню кілометрів від входу до Токійської затоки, його атакував американський підводний човен USS Nautilus. Есмінець поцілили двома торпедами і він затонув упродовж 5 хвилин, загинули всі 227 членів екіпажу.